# ジェツン・ペマ

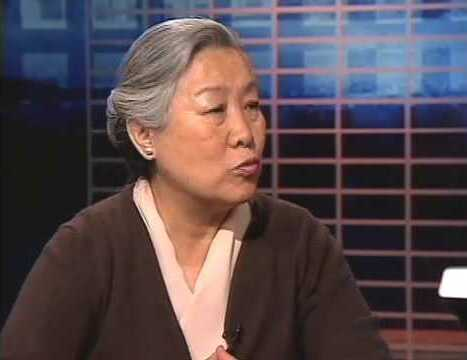
Jetsun Pema, 2009

ジェツン・ペマ（チベット語: རྗེ་བཙུན་པདྨ་, ラテン文字転写: Jetsun Pema ワイリー方式: rje btsun padma）は、ダライ・ラマ14世の妹。チベット子ども村（Tibetan Children's Village）の責任者。2006年に子どもの権利のための世界子ども賞を受賞した。
| スタブアイコン | サブスタブ | この項目は、まだ閲覧者の調べものの参照としては役立たない、人物に関連した書きかけの項目です。この項目を加筆・訂正などしてくださる協力者を求めています（P:人物伝/PJ:人物伝）。 |